# Куп Кариба 1996.
Куп Кариба 1996. (познат као Shell/Umbro Caribbean Cup−Шел/Умбро Куп Кариба због спонзорства) било је осмо издање Купа Кариба, основано од стране ФСК, једне од КОНКАКАФ зона. Домаћин финалног дела турнира је био Тринидад и Тобаго. Финални део такмичења одржано је од 24. маја до 7. јуна и седам тимова се пласирало у последњу рунду где су се придружили браниоцу титуле и домаћину турнира Тринидаду и Тобагу. У квалификацијама је учествовало 19. репрезентација.
У финалном делу је одиграно 16 утакмица и постигнуто 43 гола. У квалификацијама је одиграно 35 утакмица и постигнуто 97 голова. На турниру, домаћину Тринидаду и Тобагу требало је да се придружи 7 нација које су напредовале у квалификационом процесу који је започео у априлу 1996. и укључио је 18 карипских репрезентација.
Тринидад и Тобаго је освојио турнир и тиме своју пету титулу и као такав се пласирао на КОНКАКАФ златни куп 1998. године. 

## Квалификације
Тринидад и Тобаго (као носилац титуле и домаћин) се аутоматски квалификовао за финални део турнира одржаном на Тринидаду и Тобагу.

### Група 1

#### Прва рунда
| Холандски Антили | 0:1 | Гренада |
| ---------------- | --- | ------- |
|                  |     |         |

После прве утакмице, коју су као домаћини изгубили, Холандски Антили су се повукли и узвратна рунда није одиграна, и Гренада је отишла даље.

#### Друга рунда
| Гренада | 1:1 | Сент Винсент и Гренадини |
| ------- | --- | ------------------------ |
|         |     |                          |

| Сент Винсент и Гренадини | 3:1 | Гренада |
| ------------------------ | --- | ------- |
|                          |     |         |

 Сент Винсент и Гренадини се квалификовала за финални део такмичења

### Група 2
| Репрезентација    | Ута. | Поб. | Нер. | Изг. | ГД | ГП | ГРаз. | Бод. |
| ----------------- | ---- | ---- | ---- | ---- | -- | -- | ----- | ---- |
| Сент Китс и Невис | 2    | 2    | 0    | 0    | 11 | 0  | +11   | 6    |
| Свети Мартин Хол. | 2    | 1    | 0    | 1    | 4  | 3  | +1    | 3    |
| Ангвила           | 2    | 0    | 0    | 2    | 0  | 12 | –12   | 0    |

Сви мечеви су одиграни у Бастеру, Сент Китс и Невис
| Сент Китс и Невис | 8:0 | Ангвила |
| ----------------- | --- | ------- |
|                   |     |         |

| Свети Мартин Хол. | 4:0 | Ангвила |
| ----------------- | --- | ------- |
|                   |     |         |

| Сент Китс и Невис | 3:0 | Свети Мартин Хол. |
| ----------------- | --- | ----------------- |
|                   |     |                   |

### Група 3
Обе утакмице су одигране у Порт о Пренс, Хаити
| Хаити | 6:0 | Доминиканска Република |
| ----- | --- | ---------------------- |
|       |     |                        |

| Хаити | 1:1 | Доминиканска Република |
| ----- | --- | ---------------------- |
|       |     |                        |

### Група 4
| Кајманска Острва | 0:4 | Куба |
| ---------------- | --- | ---- |
|                  |     |      |

Узвратна утакмица није одиграна

### Група 5

#### Прва рунда
| Доминика | 0:1 | Света Луција |
| -------- | --- | ------------ |
|          |     |              |

| Света Луција | 1:1 | Доминика |
| ------------ | --- | -------- |
|              |     |          |

#### Друга рунда
| [[Фудбалска репрезентација Мартиника {{{altlink2}}}\|Мартиник]] | 1:0 | Света Луција |
| --------------------------------------------------------------- | --- | ------------ |
|                                                                 |     |              |

| Света Луција | 1:0 | Мартиник |
| ------------ | --- | -------- |
|              |     |          |

### Група 6
- Антигва и Барбуда је одустала

| Јамајка                              | 2:0 | Барбадос |
| ------------------------------------ | --- | -------- |
| Пол Јанг 44’ (пен.) · Пол Дејвис 89’ |     |          |

| Барбадос                                    | 2:0 (прод.) (3:4 пен.) | Јамајка |
| ------------------------------------------- | ---------------------- | ------- |
| Грегори Гудриџ 51’ · Вејн Соберс 55’ (пен.) |                        |         |

### Група 7

#### Прва рунда
| Француска Гвајана | 1:2 | Суринам |
| ----------------- | --- | ------- |
|                   |     |         |

| Суринам | 1:1 | Француска Гвајана |
| ------- | --- | ----------------- |
|         |     |                   |

#### Друга рунда
| Суринам | 2:1 | Гвајана |
| ------- | --- | ------- |
|         |     |         |

| Гвајана | 2:1 (прод.) (3:5 пен.) | Суринам |
| ------- | ---------------------- | ------- |
|         |                        |         |

## Финалисти
| Репрезентација           | Квалификација         | Број учешћа | Досадашњи успеси |
| ------------------------ | --------------------- | ----------- | ---------------- |
| Тринидад и Тобаго        | Домаћин/Шампион 1995. | 8           | победник         |
| Сент Винсент и Гренадини | поз. 1 Група 1        | 6           | други            |
| Сент Китс и Невис        | поз. 1 Група 2        | 2           | четврти          |
| Хаити                    | поз. 1 Група 3        | 2           | групна фаза      |
| Куба                     | поз. 1 Група 4        | 3           | други            |
| Мартиник                 | поз. 1 Група 5        | 5           | победник         |
| Јамајка                  | поз. 1 Група 6        | 5           | победник         |
| Суринам                  | поз. 1 Група 7        | 3           | четврти          |

## Завршни турнир
Утакмице се играле на Тринидад и Тобагоу

### Група А
| Репрезентација    | Ута. | Поб. | Нер. | Изг. | ГД | ГП | ГР | Бод. |
| ----------------- | ---- | ---- | ---- | ---- | -- | -- | -- | ---- |
| Тринидад и Тобаго | 3    | 3    | 0    | 0    | 9  | 1  | +8 | 9    |
| Суринам           | 3    | 1    | 1    | 1    | 4  | 5  | –1 | 4    |
| Јамајка           | 3    | 1    | 0    | 2    | 5  | 5  | 0  | 3    |
| Сент Китс и Невис | 3    | 0    | 1    | 2    | 3  | 10 | –7 | 1    |

| Тринидад и Тобаго | 1:0 | Јамајка |
| ----------------- | --- | ------- |
| Расел Латапи 32’  |     |         |

| Јамајка                                                 | 4:1 | Сент Китс и Невис |
| ------------------------------------------------------- | --- | ----------------- |
| Хектор Рајт 21’ · Пол Дејвис 61’, 72’ · Вејн Палмер 87’ |     | Кит Гамбс 89’     |

| Тринидад и Тобаго                        | 3:0 | Суринам |
| ---------------------------------------- | --- | ------- |
| Расел Латапи 58’, 61’ · Антони Ружје 88’ |     |         |

| Суринам                               | 3:1 | Јамајка        |
| ------------------------------------- | --- | -------------- |
| Марсел Рајвард 6’ · Вини Бојс 7’, 44’ |     | Онанди Лов 45’ |

| Тринидад и Тобаго                                                 | 5:1 | Сент Китс и Невис   |
| ----------------------------------------------------------------- | --- | ------------------- |
| Расел Латапи 21’, 29’, 80’ · Клинт Марсел 45’ · Ернолд Дварик 81’ |     | Ларимор Бедфорд 79’ |

| Суринам     | 1:1 | Сент Китс и Невис    |
| ----------- | --- | -------------------- |
| Бени К. 54’ |     | Александер Рилеј 72’ |

### Група Б
| Репрезентација           | Ута. | Поб. | Нер. | Изг. | ГД | ГП | ГР | Бод. |
| ------------------------ | ---- | ---- | ---- | ---- | -- | -- | -- | ---- |
| Куба                     | 3    | 2    | 1    | 0    | 3  | 0  | +3 | 7    |
| Мартиник                 | 3    | 2    | 0    | 1    | 4  | 1  | +3 | 6    |
| Хаити                    | 3    | 0    | 2    | 1    | 2  | 3  | –1 | 2    |
| Сент Винсент и Гренадини | 3    | 0    | 1    | 2    | 2  | 7  | –5 | 1    |

| Куба                                           | 2:0 | Сент Винсент и Гренадини |
| ---------------------------------------------- | --- | ------------------------ |
| Едуардо Себранго 48’ · Карлос Зајас Лајола 59’ |     |                          |

| [[Фудбалска репрезентација Мартиника {{{altlink2}}}\|Мартиник]] | 1:0 | Хаити |
| --------------------------------------------------------------- | --- | ----- |
| Фред Назар Сорбе 53’                                            |     |       |

| Хаити                | 2:2 | Сент Винсент и Гренадини |
| -------------------- | --- | ------------------------ |
| Пјер Голман 50’, 56’ |     | Езра Хендриксон 60’, 89’ |

| Куба               | 1:0 | Мартиник |
| ------------------ | --- | -------- |
| Лазаро Даркорт 72’ |     |          |

| Хаити | 0:0 | Куба |
| ----- | --- | ---- |
|       |     |      |

| [[Фудбалска репрезентација Мартиника {{{altlink2}}}\|Мартиник]] | 3:0 | Сент Винсент и Гренадини |
| --------------------------------------------------------------- | --- | ------------------------ |
| Мариел Валид 3’ · Ролдолф Рено 23’, 34’                         |     |                          |

### Полуфинале
| Тринидад и Тобаго   | 2:1 | Мартиник  |
| ------------------- | --- | --------- |
| Стерн Џон 90’, 117’ |     | Карол 88’ |

| Куба                                                                       | 4:0 | Суринам |
| -------------------------------------------------------------------------- | --- | ------- |
| Лазаро Даркорт 35’, 55’ · Умберто Мартинез 75’ · Хулио Дијаз Сотолонго 83’ |     |         |

### Утакмица за треће место
| [[Фудбалска репрезентација Мартиника {{{altlink2}}}\|Мартиник]] | 1:1 (прод.) (3:2 пен.) | Суринам             |
| --------------------------------------------------------------- | ---------------------- | ------------------- |
| Рудолф Рано 48’                                                 |                        | Марсел Ридевалд 76’ |

### Финале
| Тринидад и Тобаго            | 2:0 | Куба |
| ---------------------------- | --- | ---- |
| Ернолд Дварик · Џерен Никсон |     |      |

| Најбољи играч | Победник Купа Кариба 1996. Тринидад и Тобаго 5° титула | Најбољи стрелац Расел Латапи (6. голова) |